# Jakarta International ePrix Circuit
Het Jakarta International ePrix Circuit is een stratencircuit in de wijk Ancol in Jakarta, de hoofdstad van Indonesië. Op 4 juni 2022 was het circuit voor het eerst gastheer van een Formule E-race, de ePrix van Jakarta. Deze race werd gewonnen door Jaguar-coureur Mitch Evans.

## Achtergrond
In april 2019 werd het idee van de ePrix van Jakarta voor het eerst besproken. In september van dat jaar werd de race officieel aangekondigd. Het doel was om het race halverwege 2020 voor het eerst te houden, en de race stond op 6 juni van dat jaar gepland. Oorspronkelijk zou de ePrix rondom de Monumen Nasional en het Medan Merdeka plaatsvinden. De race werd uiteindelijk afgelast vanwege de aanhouende coronapandemie. In het daaropvolgende seizoen stond de race niet op de kalender, maar in 2022 werd deze alsnog voor het eerst gehouden.
Vanwege logistieke problemen en het ontbreken van de juiste vergunningen kon de oorspronkelijke locatie voor de ePrix niet gebruikt worden. Er werden vervolgens vijf voorstellen ingediend voor een nieuwe locatie, en in december 2021 werd de wijk Ancol in Noord-Jakarta uitgekozen als locatie voor de race.

## Ligging
Het circuit heeft een lengte van 2,400 kilometer en telt 18 bochten. De layout van het circuit is gebaseerd op het stokpaard dat wordt gebruikt tijdens de Jaran képang, de Javaanse paardendans. Het circuit ligt aan de Baai van Jakarta en nabij de Javazee. Direct naast het circuit ligt de grond waarop het Jaya Ancol Circuit, het eerste permanente circuit van Indonesië, tussen 1969 en 1992 heeft gelegen.